# TOKYO TORCH
TOKYO TORCH는 일본 도쿄도에 계획 중인 프로젝트이다.
일본 도쿄도 도쿄역 인근의 대규모 재개발 지구이다. 두 개의 고층 빌딩으로 구성된다.
- 도키와바시 타워(2021년 완공)
- 토치타워(2027년 준공 예정 일본 최고층 빌딩)

고층 빌딩 외에도 지구에는 두 개의 다른 건물이 있다. 전체적으로 마루노우치 상업 지구 근처의 31,400제곱미터 면적을 커버할 것이다. 사무실 공간에 대한 강한 수요를 보고 개발업체인 Mitsubishi Estate는 사업 목적지로서 이 지역에 대한 새로운 관심을 창출하기 위해 지구를 건설하고 있다고 말했다.
도쿄 토치에는 타워에서 일하는 방문객과 직원을 위한 대형 광장인 도쿄토치테라스(Tokyo Torch Terrace)도 포함된다. 당초 2021년 잔디와 벚꽃이 어우러진 3000㎡ 규모의 열린 공간으로 개장했으나 2027년 7000㎡ 규모의 광장으로 확장해 건물 사이 공간을 채울 예정이다. 개발자들은 COVID-19 대유행에 비추어 야외 공간에 대한 계획이 확장되었다고 말했다.
도쿄 토치는 도쿄역 바로 옆에 있는 오테마치 지하철역과 직접 연결된다. 공사가 완료되면 이 지구에는 사람들을 인근 교통 허브로 연결하는 지하 보행자 통로가 포함될 것이다.
2020년 9월 17일, 재개발 구역의 명칭이 도쿄 토치(Tokyo Torch)로, 고층 빌딩의 공식 명칭이 도키와바시 타워(Tokiwabashi Tower)와 토치타워(Torch Tower)로 결정되었다고 발표되었다. 도쿄 토치라는 이름은 특히 횃불에서 영감을 받은 디자인의 토치타워를 "일본을 비추는 것"이 되기를 바라는 마음에서 선택되었다. 이 프로젝트에는 약 5000억 엔(47억 7000만 달러)의 비용이 들 것으로 예상된다.

## 같이 보기
- 도쿄 토치
  - 토치타워(B동) - 도키와바시 타워(A동)